# 42
| [ Edytuj tabelę ] |                                        |
| Król Armenii      | - 42 Mitrydates 51                     |
| Cesarz Chin       | - 25 Guangwudi 57                      |
| Władca Korei      | - 18 Daemusin 44                       |
| Król Nabatei      | - 40 Malichus II 70                    |
| Papież            | - 33 Piotr Apostoł 67                  |
| Król Partów       | - 40 Gotarzes II 51 - 40 Wardanes I 46 |
| Cesarz Rzymu      | - 41 Klaudiusz 54                      |
| Król Tracji       | - 38 Remetalkes III 46                 |

Rok 42 / XLII
stulecia: I wiek p.n.e. ~
I wiek ~
II wiek

lata: 32 «
37 «
38 «
39 «
40 «
41 «
42
» 43
» 44
» 45
» 46
» 47
» 52

## Wydarzenia
- Gajusz Juliusz Azizos został królem syryjskiej Emesy.
- Klaudiusz rozpoczął budowę portu handlowego w Ostii.
- Mattias syn Annasza został arcykapłanem w Judei.
- Mitrydates z Armenii odzyskał tron Armenii.
- Podział rzymskiej Mauretanii na dwie prowincje: Mauretania Caesariensis i Mauretania Tingitana.

## Zmarli
- Arria, rzymska matrona.
- Gajusz Apiusz Juniusz Sylan, rzymski polityk.
- Julia Liwilla, siostra Agrypiny Młodszej.